# Jean-Paul Marat
Jean-Paul Marat (ur. 24 maja 1743 w Boudry, zm. 13 lipca 1793 w Paryżu) – francuski polityk czasów rewolucji francuskiej, dziennikarz i lekarz, wolnomularz. Autor dzieła Kajdany niewoli.

## Młodość
Marat urodził się w Boudry, w księstwie Neuchâtel, leżącym na terenie Szwajcarii, wówczas części Prus. Był synem pochodzącego z Sardynii Jean-Baptiste’a Marata (Giovanniego Mara) i urodzonej w Genewie Louise Cabrol. Już w wieku 16 lat Marat porzucił rodzinny dom. Osiadł najpierw w Tuluzie, potem w Bordeaux, w końcu dotarł do Paryża, gdzie rozpoczął studia medyczne. Wkrótce jednak udał się do Zjednoczonego Królestwa, gdzie na uniwersytecie St. Andrews ukończył studia. Następnie przeniósł się do Londynu, gdzie rozpoczął praktykę lekarską.
Już wtedy interesował się filozofią i problemem sprawiedliwej organizacji społeczeństwa. W 1772 opublikował Esej filozoficzny o człowieku, w którym wykazał się gruntowną znajomością współczesnej filozofii angielskiej, francuskiej, włoskiej i hiszpańskiej, krytykował też czysto materialistyczne pojmowanie człowieka jako istoty kierującej się prymitywnymi instynktami. Esej Marata wzbudził spore zainteresowanie, Voltaire wdał się z nim w polemikę, co jeszcze zwiększyło popularność młodego, oryginalnego myśliciela. W dwa lata później opublikował on kolejną pracę, jeszcze ostrzejsze w wymowie Kajdany niewolnictwa, wzywające do odrzucania w wyborach parlamentarnych w Anglii kandydatów zgłoszonych przez króla. Również praktyka lekarska Marata może zostać uznana za udaną. Cieszył się w tym zakresie dobrą reputacją, publikował też prace na temat chorób oczu.
W 1777 wyjechał do Paryża, aby objąć stanowisko lekarza w służbie hrabiego Artois. Po powrocie do Francji większą część jego klienteli stanowili arystokraci. Za ich pieniądze Marat mógł wyposażyć własne laboratorium fizyczne, w którym prowadził badania nad ciepłem, światłem i prądem elektrycznym. Korespondował z Franklinem i udzielał się w życiu naukowym Paryża, zdobywając wszędzie opinię niezwykle bezkompromisowego, spierającego się z największymi autorytetami ówczesnej nauki. Ta opinia nie pozwoliła mu zostać członkiem Akademii Francuskiej, o co się ubiegał. W 1787 opublikował tłumaczenie niektórych prac Isaaca Newtona na temat optyki, zaś w 1788 własne wyniki badań o świetle.

## Początki rewolucji
Zwołanie Stanów Generalnych sprawiło, że Marat porzucił zajęcia badawcze i zdecydował się zostać lewicowym dziennikarzem. We wrześniu 1789 zaczął wydawać gazetę, która ostatecznie przyjęła tytuł „Przyjaciel ludu”. Gazeta wyróżniała się ultraradykalizmem, nawoływaniem do krwawej rozprawy z „wrogami ludu”, atakami zarówno na arystokrację, jak i na bardziej umiarkowanych rewolucjonistów. Marat krytykował zarówno absolutyzm, jak i monarchię konstytucyjną na wzór angielski, domagając się proklamacji republiki. Bezkompromisowość w krytykowaniu najbardziej wpływowych osób we Francji szybko naraziła Marata na odpowiedzialność karną. Uciekając przed uwięzieniem w styczniu 1790 znowu znalazł się w Anglii. Wrócił w maju, wstąpił do klubu kordelierów i ponownie zaczął redagować gazetę. Obdarzony gigantyczną energią, niekiedy wydawał nawet dwa numery czasopisma dziennie, a przez swoje apele do masowego mordowania arystokratów (słynne wezwanie do ścięcia pięciuset głów) wielokrotnie musiał się ukrywać.

## Członek Konwentu
W marcu 1792 Marat ożenił się z Simone Évrard, którą poznał w redakcji swojej gazety. Trzy miesiące później zbyt aktywne nawoływanie do republiki zmusiło go do ponownego ukrywania się. Nie brał udziału w szturmie na Tuileries, choć zasługuje na miano jednego z ideowych ojców tego wydarzenia. We wrześniu 1792 został wybrany deputowanym do Konwentu, choć nadal nie był zrzeszony na stałe w żadnym popularnym klubie. Inspirował i pochwalał masakry więźniów w dniach 2-7 września 1792. Nie porzucił działalności dziennikarskiej – zmienił tylko nazwę gazety na „Dziennik republiki francuskiej”. Zadziwił czytelników swoją spokojną postawą w czasie procesu króla, gdy Robespierre i Saint-Just atakowali Ludwika XVI, Marat ogłosił go winnym jedynie zaakceptowania antyludowej konstytucji z 1791 roku i choć domagał się jego śmierci, z szacunkiem raportował jego obronę przed Konwentem. W czasie sporu Góry z Żyrondą Marat obok Robespierre’a i Dantona należał do sztandarowych postaci tego pierwszego obozu. W czasie gdy ukrywał się przed prześladowaniami w kanałach Paryża, nabawił się choroby skóry. Oskarżany przez żyrondystów o działanie swoją ultraradykalną publicystyką na szkodę narodu, został nawet postawiony przed Trybunałem Rewolucyjnym, gdzie jednak uzyskał wyrok uniewinniający. Był to szczytowy moment popularności Marata, który został z gmachu Trybunału wyniesiony na rękach rozentuzjazmowanego tłumu.

## Śmierć

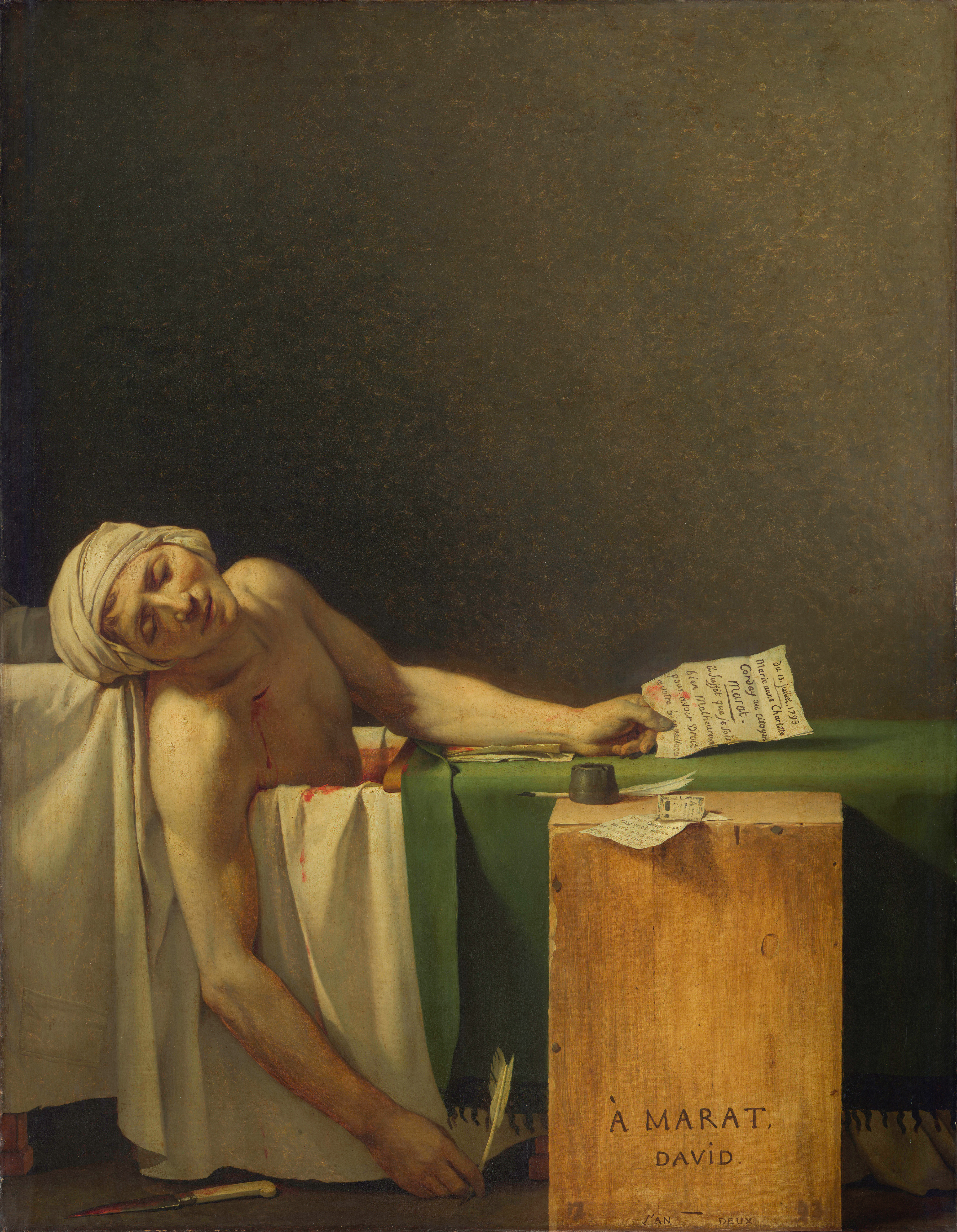
Jacques-Louis David, Śmierć Marata, 1793

13 lipca 1793 Marat redagował swoją gazetę siedząc w wannie; ciepłe kąpiele miały pomagać mu w walce z nieznaną chorobą skóry. Zgodził się na spotkanie z Charlotte Corday, która twierdziła, że ma dlań ważne wiadomości z miasta Caen na temat spisków żyrondystów, oponentów politycznych jakobinów. Wpuszczona do domu dziewczyna (związana politycznie z Żyrondą) zadała mu jeden cios nożem w klatkę piersiową i nie próbowała uciec. Marat zdołał jedynie zawołać „Pomóżcie mi!”, po czym zmarł na miejscu. Zabójczyni przyznała się przed trybunałem do swojego czynu. Stwierdziła, że działania Marata doprowadziłyby do wybuchu katastrofalnej w skutkach wojny domowej we Francji, a ona chciała temu zapobiec, dlatego zdecydowała się poświęcić swoje życie dla ratowania ojczyzny. Podczas procesu przekonywała, że działała sama, nikt nie współorganizował zamachu wspólnie z nią. Została zgilotynowana 17 lipca w czerwonym woalu ojcobójczyni.

## Kult Marata
Niemal natychmiast po zamordowaniu Marat został uznany za męczennika rewolucji, jego imieniem nazwano kilka świąt republikańskich, a ciało przeniesiono do Panteonu po tymczasowym pochówku w klubie kordelierów. W mowie pogrzebowej, oficjalnie rozesłanej przez Konwent na prowincję, jego walka w imię ludu została porównana z działalnością Chrystusa. Wizerunek Marata wisiał w sali posiedzeń Konwentu w Tuileries. W ramach ogólnokrajowej kampanii zmian nazw, miasto Hawr otrzymało nazwę Hawr-Marat, którą nosiło do roku 1795. Ten rok był końcem krótkotrwałego kultu Marata, który został uznany za niegodnego szacunku piewcę krwawego terroru i usunięty z Panteonu. Druga fala kultu Marata miała miejsce w ZSRR, gdzie słowo Marat funkcjonowało jako imię męskie, a francuski rewolucjonista miał liczne ulice i pomniki, a nawet okręt wojenny swego imienia.